# Úgolnie Kopi
Úgolnie Kopi (en rus: Угольные Копи) és un poble (possiólok) del districte autònom de Txukotka, a Rússia, que el 2019 tenia 3.715 habitants.